# WTA Tier I
WTA Tier I byla nejvyšší podkategorie v rámci kategorie Tier, která představovala třetí nejvyšší úroveň ženského profesionálního okruhu WTA v tenise. Celková dotace každého z turnajů od roku 2004 činila minimálně 1 340 000 dolarů. Události byly hrány v devíti dějištích, zejména na evropském a severoamerickém kontinentu. Dva turnaje, v Miami a Indian Wells, se konaly souběžně s mužskou částí okruhu ATP.
V sezóně 2009 byla v rámci WTA Tour kategorie sloučena s kvalitativně druhou nejvyšší podkategorií Tier II a nahradila je nová kategorie WTA Premier Tournaments.

## Turnaje

### Turnaje v sezóně 2008
| Turnaj       | Název                         | Místo                           | Povrch        | Období    |
| ------------ | ----------------------------- | ------------------------------- | ------------- | --------- |
| Dauhá        | Qatar Total Open              | Dauhá, Katar                    | tvrdý         | 2008      |
| Indian Wells | Pacific Life Open             | Indian Wells, CA, Spojené státy | tvrdý         | 1996–2008 |
| Miami        | Miami Masters                 | Key Biscayne, FL, Spojené státy | tvrdý         | 1988–2008 |
| Charleston   | Family Circle Cup             | Charleston, SC, Spojené státy   | zelená antuka | 1990–2008 |
| Berlín       | Qatar Total German Open       | Berlín, Německo                 | antuka        | 1988–2008 |
| Řím          | Telecom Italia Masters        | Řím, Itálie                     | antuka        | 1990–2008 |
| Kanada       | Rogers Cup presented by A. E. | Montreal / Toronto, Kanada      | tvrdý         | 1990–2008 |
| Tokio        | Toray Pan Pacific Open        | Tokio, Japonsko                 | tvrdý         | 1993–2008 |
| Moskva       | Kremlin Cup                   | Moskva, Rusko                   | koberec       | 1997–2008 |

### Turnaje vyřazené z kategorie
| Turnaj     | Název                              | Místo                         | Povrch  | Období    |
| ---------- | ---------------------------------- | ----------------------------- | ------- | --------- |
| San Diego  | Acura Classic                      | San Diego, CA, Spojené státy  | tvrdý   | 2004–2007 |
| Curych     | Zürich Open                        | Curych, Švýcarsko             | tvrdý   | 1993–2007 |
| Boca Raton | VS of Florida                      | Boca Raton, FL, Spojené státy | tvrdý   | 1991–1992 |
| Chicago    | Ameritech Cup Chicago              | Chicago, IL, Spojené státy    | koberec | 1990      |
| Filadelfie | Advanta Championships Philadelphia | Filadelfie, PA, Spojené státy | koberec | 1993–1995 |

## Výsledky

### 2008
| Turnaj       | Vítězka            | Finalistka           | Výsledek      |
| ------------ | ------------------ | -------------------- | ------------- |
| Dauhá        | Maria Šarapovová   | Věra Zvonarevová     | 6–1, 2–6, 6–0 |
| Indian Wells | Ana Ivanovićová    | Světlana Kuzněcovová | 6–4, 6–3      |
| Miami        | Serena Williamsová | Jelena Jankovićová   | 6–1, 5–7, 6–3 |
| Charleston   | Serena Williamsová | Věra Zvonarevová     | 6–4, 3–6, 6–3 |
| Berlín       | Dinara Safinová    | Jelena Dementěvová   | 3–6, 6–2, 6–2 |
| Řím          | Jelena Jankovićová | Alizé Cornetová      | 6–2, 6–2      |
| Montreal     | Dinara Safinová    | Dominika Cibulková   | 6–2, 6–1      |
| Tokio        | Dinara Safinová    | Světlana Kuzněcovová | 6–1, 6–3      |
| Moskva       | Jelena Jankovićová | Věra Zvonarevová     | 6–2, 6–4      |

### 2007
| Turnaj       | Vítězka            | Finalistka           | Výsledek       |
| ------------ | ------------------ | -------------------- | -------------- |
| Tokio        | Martina Hingisová  | Ana Ivanovićová      | 6–4, 6–2       |
| Indian Wells | Daniela Hantuchová | Světlana Kuzněcovová | 6–3, 6–4       |
| Miami        | Serena Williamsová | Justine Heninová     | 0–6, 7–5, 6–3  |
| Charleston   | Jelena Jankovićová | Dinara Safinová      | 6–2, 6–2       |
| Berlín       | Ana Ivanovićová    | Světlana Kuzněcovová | 3–6, 6–4, 7–64 |
| Řím          | Jelena Jankovićová | Světlana Kuzněcovová | 7–5, 6–1       |
| San Diego    | Maria Šarapovová   | Patty Schnyderová    | 6–2, 3–6, 6–0  |
| Toronto      | Justine Heninová   | Jelena Jankovićová   | 7–63, 7–5      |
| Moskva       | Jelena Dementěvová | Serena Williamsová   | 5–7, 6–1, 6–1  |
| Curych       | Justine Heninová   | Taťána Golovinová    | 6–4, 6–4       |

### 2006
| Turnaj       | Vítězka              | Finalistka         | Výsledek      |
| ------------ | -------------------- | ------------------ | ------------- |
| Tokio        | Jelena Dementěvová   | Martina Hingisová  | 6–2, 6–0      |
| Indian Wells | Maria Šarapovová     | Jelena Dementěvová | 6–1, 6–2      |
| Miami        | Světlana Kuzněcovová | Maria Šarapovová   | 6–4, 6–3      |
| Charleston   | Naděžda Petrovová    | Patty Schnyderová  | 6–3, 4–6, 6–1 |
| Berlín       | Naděžda Petrovová    | Justine Heninová   | 4–6, 6–4, 7–5 |
| Řím          | Martina Hingisová    | Dinara Safinová    | 6–2, 7–5      |
| San Diego    | Maria Šarapovová     | Kim Clijstersová   | 7–5, 7–5      |
| Montreal     | Ana Ivanovićová      | Martina Hingisová  | 6–2, 6–3      |
| Moskva       | Anna Čakvetadzeová   | Naděžda Petrovová  | 6–4, 6–4      |
| Curych       | Maria Šarapovová     | Daniela Hantuchová | 6–1, 4–6, 6–3 |

### 2005
| Turnaj       | Vítězka              | Finalistka             | Výsledek       |
| ------------ | -------------------- | ---------------------- | -------------- |
| Tokio        | Maria Šarapovová     | Lindsay Davenportová   | 6–1, 3–6, 7–65 |
| Indian Wells | Kim Clijstersová     | Lindsay Davenportová   | 6–4, 4–6, 6–2  |
| Miami        | Kim Clijstersová     | Maria Šarapovová       | 7–5, 6–3       |
| Charleston   | Justine Heninová     | Jelena Dementěvová     | 7–5, 6–4       |
| Berlín       | Justine Heninová     | Naděžda Petrovová      | 6–3, 4–6, 6–3  |
| Řím          | Amélie Mauresmová    | Patty Schnyderová      | 2–6, 6–3, 6–4  |
| San Diego    | Mary Pierceová       | Ai Sugijamová          | 6–3, 6–0       |
| Toronto      | Kim Clijstersová     | Justine Heninová       | 7–5, 6–1       |
| Moskva       | Mary Pierceová       | Francesca Schiavoneová | 6–4, 6–3       |
| Curych       | Lindsay Davenportová | Patty Schnyderová      | 7–65, 6–3      |

### 2004
| Turnaj       | Vítězka              | Finalistka           | Výsledek       |
| ------------ | -------------------- | -------------------- | -------------- |
| Tokio        | Lindsay Davenportová | Magdalena Malejevová | 6–4, 6–1       |
| Indian Wells | Justine Heninová     | Lindsay Davenportová | 6–1, 6–4       |
| Miami        | Serena Williamsová   | Jelena Dementěvová   | 6–1, 6–1       |
| Charleston   | Venus Williamsová    | Conchita Martínezová | 2–6, 6–2, 6–1  |
| Berlín       | Amélie Mauresmová    | Venus Williamsová    | bez boje       |
| Řím          | Amélie Mauresmová    | Jennifer Capriatiová | 3–6, 6–3, 7–66 |
| San Diego    | Lindsay Davenportová | Anastasija Myskinová | 6–1, 6–1       |
| Montreal     | Amélie Mauresmová    | Jelena Lichovcevová  | 6–1, 6–0       |
| Moskva       | Anastasija Myskinová | Jelena Dementěvová   | 7–5, 6–0       |
| Curych       | Alicia Moliková      | Maria Šarapovová     | 4–6, 6–2, 6–3  |

### 2003
| Turnaj       | Vítězka              | Finalistka           | Výsledek       |
| ------------ | -------------------- | -------------------- | -------------- |
| Tokio        | Lindsay Davenportová | Monika Selešová      | 6–76, 6–1, 6–2 |
| Indian Wells | Kim Clijstersová     | Lindsay Davenportová | 6–4, 7–5       |
| Miami        | Serena Williamsová   | Jennifer Capriatiová | 4–6, 6–4, 6–1  |
| Charleston   | Justine Heninová     | Serena Williamsová   | 7–65, 6–4      |
| Berlín       | Justine Heninová     | Kim Clijstersová     | 6–4, 4–6, 7–5  |
| Řím          | Kim Clijstersová     | Amélie Mauresmová    | 3–6, 7–63, 6–0 |
| Toronto      | Justine Heninová     | Lina Krasnorucká     | 6–1, 6–0       |
| Moskva       | Anastasija Myskinová | Amélie Mauresmová    | 6–2, 6–4       |
| Curych       | Justine Heninová     | Jelena Dokićová      | 6–0, 6–4       |

### 2002
| Turnaj       | Vítězka              | Finalistka           | Výsledek        |
| ------------ | -------------------- | -------------------- | --------------- |
| Tokio        | Martina Hingisová    | Monika Selešová      | 7–66, 4–6, 6–3  |
| Indian Wells | Daniela Hantuchová   | Martina Hingisová    | 6–3, 6–4        |
| Miami        | Serena Williamsová   | Jennifer Capriatiová | 7–5, 7–6        |
| Charleston   | Iva Majoliová        | Patty Schnyderová    | 6–3, 6–4        |
| Berlín       | Justine Heninová     | Serena Williamsová   | 6–2, 1–6, 7–65  |
| Řím          | Serena Williamsová   | Justine Heninová     | 7–6, 6–4        |
| Montreal     | Amélie Mauresmová    | Jennifer Capriatiová | 6–4, 6–1        |
| Moskva       | Magdalena Malejevová | Lindsay Davenportová | 5–7, 6–3, 7–64  |
| Curych       | Patty Schnyderová    | Lindsay Davenportová | 6–75, 7–68, 6–3 |

### 2001
| Turnaj       | Vítězka              | Finalistka           | Výsledek       |
| ------------ | -------------------- | -------------------- | -------------- |
| Tokio        | Lindsay Davenportová | Martina Hingisová    | 6–74, 6–4, 6–2 |
| Indian Wells | Serena Williamsová   | Kim Clijstersová     | 4–6, 6–4, 6–2  |
| Miami        | Venus Williamsová    | Jennifer Capriatiová | 4–6, 6–1, 7–64 |
| Charleston   | Jennifer Capriatiová | Martina Hingisová    | 6–0, 4–6, 6–4  |
| Berlín       | Amélie Mauresmová    | Jennifer Capriatiová | 6–4, 2–6, 6–3  |
| Řím          | Jelena Dokićová      | Amélie Mauresmová    | 7–63, 6–1      |
| Toronto      | Serena Williamsová   | Jennifer Capriatiová | 6–1, 6–77, 6–3 |
| Moskva       | Jelena Dokićová      | Jelena Dementěvová   | 6–3, 6–3       |
| Curych       | Lindsay Davenportová | Jelena Dokićová      | 6–3, 6–1       |

### 2000
| Turnaj       | Vítězka              | Finalistka           | Výsledek            |
| ------------ | -------------------- | -------------------- | ------------------- |
| Tokio        | Martina Hingisová    | Sandrine Testudová   | 6–3, 7–5            |
| Indian Wells | Lindsay Davenportová | Martina Hingisová    | 4–6, 6–4, 6–0       |
| Miami        | Martina Hingisová    | Lindsay Davenportová | 6–3, 6–2            |
| Hilton Head  | Mary Pierceová       | Arantxa Sánchezová   | 6–1, 6–0            |
| Berlín       | Conchita Martínezová | Amanda Coetzerová    | 6–1, 6–2            |
| Řím          | Monika Selešová      | Amélie Mauresmová    | 6–2, 7–64           |
| Montreal     | Martina Hingisová    | Serena Williamsová   | 0–6, 6–3, 3–0 skreč |
| Curych       | Martina Hingisová    | Lindsay Davenportová | 6–2, 4–6, 7–5       |
| Moskva       | Martina Hingisová    | Anna Kurnikovová     | 6–3, 6–1            |

### 1999
| Turnaj       | Vítězka             | Finalistka                 | Výsledek      |
| ------------ | ------------------- | -------------------------- | ------------- |
| Tokio        | Martina Hingisová   | Amanda Coetzerová          | 6–2, 6–1      |
| Indian Wells | Serena Williamsová  | Steffi Grafová             | 6–3, 3–6, 7–5 |
| Key Biscayne | Venus Williamsová   | Serena Williamsová         | 6–1, 4–6, 6–4 |
| Hilton Head  | Martina Hingisová   | Anna Kurnikovová           | 6–4, 6–3      |
| Řím          | Venus Williamsová   | Mary Pierceová             | 6–4, 6–2      |
| Berlín       | Martina Hingisová   | Julie Halardová–Decugisová | 6–0, 6–1      |
| Toronto      | Martina Hingisová   | Monika Selešová            | 6–4, 6–4      |
| Curych       | Venus Williamsová   | Martina Hingisová          | 6–3, 6–4      |
| Moskva       | Nathalie Tauziatová | Barbara Schettová          | 2–6, 6–4, 6–1 |

### 1998
| Turnaj       | Vítězka              | Finalistka           | Výsledek      |
| ------------ | -------------------- | -------------------- | ------------- |
| Tokio        | Lindsay Davenportová | Martina Hingisová    | 6–3, 6–3      |
| Indian Wells | Martina Hingisová    | Lindsay Davenportová | 6–3, 6–4      |
| Key Biscayne | Venus Williamsová    | Anna Kurnikovová     | 2–6, 6–4, 6–1 |
| Hilton Head  | Amanda Coetzerová    | Irina Spirleaová     | 6–3, 6–4      |
| Řím          | Martina Hingisová    | Venus Williamsová    | 6–3, 2–6, 6–3 |
| Berlín       | Conchita Martínezová | Amélie Mauresmová    | 6–4, 6–4      |
| Montreal     | Monika Selešová      | Arantxa Sánchezová   | 6–3, 6–2      |
| Curych       | Lindsay Davenportová | Venus Williamsová    | 6–3, 6–4      |
| Moskva       | Mary Pierceová       | Monika Selešová      | 7–62, 6–3     |

### 1997
| Turnaj       | Vítězka               | Finalistka           | Výsledek       |
| ------------ | --------------------- | -------------------- | -------------- |
| Tokio        | Martina Hingisová     | Steffi Grafová       | bez boje       |
| Indian Wells | Lindsay Davenportová  | Irina Spirleaová     | 6–2, 6–1       |
| Key Biscayne | Martina Hingisová     | Monika Selešová      | 6–2, 6–1       |
| Hilton Head  | Martina Hingisová     | Monika Selešová      | 3–6, 6–3, 7–65 |
| Řím          | Mary Pierceová        | Conchita Martínezová | 6–4, 6–0       |
| Berlín       | Mary Joe Fernandezová | Mary Pierceová       | 6–4, 6–2       |
| Toronto      | Monika Selešová       | Anke Huberová        | 6–2, 6–4       |
| Curych       | Lindsay Davenportová  | Nathalie Tauziatová  | 7–63, 7–5      |
| Moskva       | Jana Novotná          | Ai Sugijamová        | 6–3, 6–4       |

### 1996
| Turnaj       | Vítězka              | Finalistka           | Výsledek      |
| ------------ | -------------------- | -------------------- | ------------- |
| Tokio        | Iva Majoliová        | Arantxa Sánchezová   | 6–4, 6–1      |
| Indian Wells | Steffi Grafová       | Conchita Martínezová | 7–65, 7–65    |
| Key Biscayne | Steffi Grafová       | Chanda Rubinová      | 6–1, 6–3      |
| Hilton Head  | Arantxa Sánchezová   | Barbara Paulusová    | 6–2, 2–6, 6–2 |
| Řím          | Conchita Martínezová | Martina Hingisová    | 6–2, 6–3      |
| Berlín       | Steffi Grafová       | Karina Habšudová     | 4–6, 6–2, 7–5 |
| Montreal     | Monika Selešová      | Arantxa Sánchezová   | 6–1, 7–62     |
| Curych       | Jana Novotná         | Martina Hingisová    | 6–2, 6–2      |

### 1995
| Turnaj       | Vítězka              | Finalistka           | Výsledek      |
| ------------ | -------------------- | -------------------- | ------------- |
| Tokio        | Kimiko Dateová       | Lindsay Davenportová | 6–1, 6–2      |
| Key Biscayne | Steffi Grafová       | Kimiko Dateová       | 6–1, 6–4      |
| Hilton Head  | Conchita Martínezová | Magdalena Malejevová | 6–1, 6–1      |
| Řím          | Conchita Martínezová | Arantxa Sánchezová   | 6–3, 6–1      |
| Berlín       | Arantxa Sánchezová   | Magdalena Malejevová | 6–4, 6–1      |
| Toronto      | Monika Selešová      | Amanda Coetzerová    | 6–0, 6–1      |
| Curych       | Iva Majoliová        | Mary Pierceová       | 6–4, 6–4      |
| Filadelfie   | Steffi Grafová       | Lori McNeilová       | 6–1, 4–6, 6–3 |

### 1994
| Turnaj       | Vítězka              | Finalistka          | Výsledek       |
| ------------ | -------------------- | ------------------- | -------------- |
| Tokio        | Steffi Grafová       | Martina Navrátilová | 6–2, 6–4       |
| Key Biscayne | Steffi Grafová       | Nataša Zverevová    | 4–6, 6–1, 6–2  |
| Hilton Head  | Conchita Martínezová | Nataša Zverevová    | 6–4, 6–0       |
| Řím          | Conchita Martínezová | Martina Navrátilová | 7–65, 6–4      |
| Berlín       | Steffi Grafová       | Brenda Schultzová   | 7–66, 6–4      |
| Montreal     | Arantxa Sánchezová   | Steffi Grafová      | 7–5, 1–6, 7–64 |
| Curych       | Magdalena Malejevová | Nataša Zverevová    | 7–5, 3–6, 6–4  |
| Filadelfie   | Anke Huberová        | Mary Pierceová      | 6–0, 6–74, 7–5 |

### 1993
| Turnaj       | Vítězka              | Finalistka           | Výsledek       |
| ------------ | -------------------- | -------------------- | -------------- |
| Jokohama *   | Martina Navrátilová  | Larisa Neilandová    | 6–2, 6–2       |
| Key Biscayne | Arantxa Sánchezová   | Steffi Grafová       | 6–4, 3–6, 6–3  |
| Hilton Head  | Steffi Grafová       | Arantxa Sánchezová   | 7–68, 6–1      |
| Řím          | Conchita Martínezová | Gabriela Sabatini    | 7–5, 6–1       |
| Berlín       | Steffi Grafová       | Gabriela Sabatini    | 7–63, 2–6, 6–4 |
| Toronto      | Steffi Grafová       | Jennifer Capriatiová | 6–1, 0–6, 6–3  |
| Curych       | Manuela Malejevová   | Martina Navrátilová  | 6–3, 7–61      |
| Filadelfie   | Conchita Martínezová | Steffi Grafová       | 6–3, 6–3       |

(*) V roce 1993 se Toray Pan Pacific Open hrál v Jokohamě namísto Tokia.

### 1992
| Turnaj       | Vítězka            | Finalistka           | Výsledek      |
| ------------ | ------------------ | -------------------- | ------------- |
| Boca Raton   | Steffi Grafová     | Conchita Martínezová | 3–6, 6–2, 6–0 |
| Key Biscayne | Arantxa Sánchezová | Gabriela Sabatini    | 6–1, 6–4      |
| Hilton Head  | Gabriela Sabatini  | Conchita Martínezová | 6–1, 6–4      |
| Řím          | Gabriela Sabatini  | Monika Selešová      | 7–5, 6–4      |
| Berlín       | Steffi Grafová     | Arantxa Sánchezová   | 4–6, 7–5, 6–2 |
| Montreal     | Arantxa Sánchezová | Monika Selešová      | 6–3, 4–6, 6–4 |

### 1991
| Turnaj       | Vítězka              | Finalistka          | Výsledek       |
| ------------ | -------------------- | ------------------- | -------------- |
| Boca Raton   | Gabriela Sabatini    | Steffi Grafová      | 6–4, 7–66      |
| Key Biscayne | Monika Selešová      | Gabriela Sabatini   | 6–3, 7–5       |
| Hilton Head  | Gabriela Sabatini    | Leila Meschiová     | 6–1, 6–1       |
| Řím          | Gabriela Sabatini    | Monika Selešová     | 6–3, 6–2       |
| Berlín       | Steffi Grafová       | Arantxa Sánchezová  | 6–3, 4–6, 7–66 |
| Toronto      | Jennifer Capriatiová | Katerina Malejevová | 6–2, 6–3       |

### 1990
| Turnaj       | Vítězka             | Finalistka           | Výsledek       |
| ------------ | ------------------- | -------------------- | -------------- |
| Chicago      | Martina Navrátilová | Manuela Malejevová   | 6–3, 6–2       |
| Key Biscayne | Monika Selešová     | Judith Wiesnerová    | 6–1, 6–2       |
| Hilton Head  | Martina Navrátilová | Jennifer Capriatiová | 6–2, 6–4       |
| Řím          | Monika Selešová     | Martina Navrátilová  | 6–1, 6–1       |
| Berlín       | Monika Selešová     | Steffi Grafová       | 6–4, 6–3       |
| Toronto      | Steffi Grafová      | Katerina Malejevová  | 6–1, 6–76, 6–3 |

### 1989
| Turnaj       | Vítězka           | Finalistka        | Výsledek      |
| ------------ | ----------------- | ----------------- | ------------- |
| Key Biscayne | Gabriela Sabatini | Chris Evertová    | 6–1, 4–6, 6–2 |
| Berlín       | Steffi Grafová    | Gabriela Sabatini | 6–3, 6–1      |

### 1988
| Turnaj       | Vítězka        | Finalistka     | Výsledek |
| ------------ | -------------- | -------------- | -------- |
| Key Biscayne | Steffi Grafová | Chris Evertová | 6–4, 6–4 |
| Berlín       | Steffi Grafová | Helena Suková  | 6–3, 6–2 |

## Vítězky
| Rok | Dauhá            | Tokio               | Indian Wells         | Miami                | Charleston            | Berlín               | Řím                  | San Diego            | Kanada               | Moskva              | Curych                        |
| '08 | Šarapovová (6/6) | Safinová (3/3)      | Ivanovićová (3/3)    | S.Williamsová (9/10) | S.Williamsová (10/10) | Safinová (1/3)       | Jankovićová (3/4)    | –                    | Safinová (2/3)       | Jankovićová (4/4)   | –                             |
| '07 | –                | Hingisová (17/17)   | Hantuchová (2/2)     | S.Williamsová (8/10) | Jankovićová (1/4)     | Ivanovićová (2/3)    | Jankovićová (2/4)    | Šarapovová (5/6)     | Heninová (9/10)      | Dementěvová (2/2)   | Heninová (10/10)              |
| '06 | –                | Dementěvová (1/2)   | Šarapovová (2/6)     | Kuzněcovová (1/1)    | Petrovová (1/2)       | Petrova (2/2)        | Hingisová (16/17)    | Šarapovová (3/6)     | Ivanovićová (1/3)    | Čakvetadzeová (1/1) | Šarapovová (4/6)              |
| '05 | –                | Šarapovová (1/6)    | Clijstersová (3/5)   | Clijstersová (4/5)   | Heninová (7/10)       | Heninová (8/10)      | Mauresmová (6/6)     | Pierceová (4/5)      | Clijstersová (5/5)   | Pierceová (5/5)     | Davenportová (11/11)          |
| '04 | –                | Davenportová (9/11) | Heninová (6/10)      | S.Williamsová (7/10) | V.Williamsová (6/6)   | Mauresmová (3/6)     | Mauresmová (4/6)     | Davenportová (10/11) | Mauresmová (5/6)     | Myskinová (2/2)     | Moliková (1/1)                |
| '03 | –                | Davenportová (8/11) | Clijstersová (1/5)   | S.Williamsová (6/10) | Heninová (2/10)       | Heninová (3/10)      | Clijstersová (2/5)   | –                    | Heninová (4/10)      | Myskinová (1/2)     | Heninová (5/10)               |
| '02 | –                | Hingisová (15/17)   | Hantuchová (1/2)     | S.Williamsová (4/10) | Majoliová (3/3)       | Heninová (1/10)      | S.Williamsová (5/10) | –                    | Mauresmová (2/6)     | M.Malejevová (2/2)  | Schnyderová (1/1)             |
| '01 | –                | Davenportová (6/11) | S.Williamsová (2/10) | V.Williamsová (5/6)  | Capriatiová (1/1)     | Mauresmová (1/6)     | Dokićová (1/2)       | –                    | S.Williamsová (3/10) | Dokićová (2/2)      | Davenportová (7/11)           |
| '00 | –                | Hingisová (10/17)   | Davenportová (5/11)  | Hingisová (11/17)    | Pierceová (3/5)       | Martinezová (9/9)    | Selešová (9/9)       | –                    | Hingisová (12/17)    | Hingisová (13/17)   | Hingisová (14/17)             |
| '99 | –                | Hingisová (6/17)    | S.Williamsová (1/10) | V.Williamsová (2/6)  | Hingisová (7/17)      | Hingisová (8/17)     | V.Williamsová (3/6)  | –                    | Hingisová (9/17)     | Tauziatová (1/1)    | V.Williamsová (4/6)           |
| '98 | –                | Davenportová (3/11) | Hingisová (4/17)     | V.Williamsová (1/6)  | Coetzerová (1/1)      | Martinezová (8/9)    | Hingisová (5/17)     | –                    | Selešová (8/9)       | Pierceová (2/5)     | Davenportová (4/11)           |
| '97 | –                | Hingisová (1/17)    | Davenportová (1/11)  | Hingisová (2/17)     | Hingisová (3/17)      | M.Fernandezová (1/1) | Pierceová (1/5)      | –                    | Selešová (7/9)       | Novotná (2/2)       | Davenportová (2/11)           |
| '96 | –                | Majoliová (2/3)     | Grafová (16/18)      | Grafová (17/18)      | A.S. Vicariová (6/6)  | Grafová (18/18)      | Martinezová (7/9)    | –                    | Selešová (6/9)       | –                   | Novotná (1/2)                 |
| '95 | –                | Dateová (1/1)       | –                    | Grafová (14/18)      | Martinezová (5/9)     | A.S. Vicariová (5/6) | Martinezová (6/9)    | –                    | Selešová (5/9)       | –                   | Majoliová (1/3)               |
| '94 | –                | Grafová (11/18)     | –                    | Grafová (12/18)      | Martinezová (3/9)     | Grafová (13/18)      | Martinezová (4/9)    | –                    | A.S. Vicariová (4/6) | –                   | M.Malejevová (1/2)            |
| '93 | –                | Navrátilová (3/3)   | –                    | A.S. Vicariová (3/6) | Grafová (8/18)        | Grafová (9/18)       | Martinezová (1/9)    | –                    | Grafová (10/18)      | –                   | Ma.Malejevová–Fragnière (1/1) |

## Přehled titulů 1988–2008
| #   | Hráčka                | DOH | IND | MIA | CHA | BER | ROM | CAN | TOK | MOS | SAN | ZUR | CHI | BOC | PHI | C  |
| --- | --------------------- | --- | --- | --- | --- | --- | --- | --- | --- | --- | --- | --- | --- | --- | --- | -- |
| 1   | Steffi Grafová        | –   | 1   | 4   | 1   | 7   | –   | 2   | 1   | –   | –   | -   | –   | 1   | 1   | 18 |
| 2   | Martina Hingisová     | –   | 1   | 2   | 2   | 1   | 2   | 2   | 5   | 1   | –   | 1   | –   | –   | –   | 17 |
| 3   | Lindsay Davenportová  | -   | 2   | –   | –   | –   | –   | –   | 4   | –   | 1   | 4   | –   | –   | –   | 11 |
| 4=  | Justine Heninová      | –   | 1   | –   | 2   | 3   | –   | 2   | –   | –   | –   | 2   | –   | –   | –   | 10 |
| 4=  | Serena Williamsová    | –   | 2   | 5   | 1   | –   | 1   | 1   | –   | –   | –   | –   | –   | –   | –   | 10 |
| 6=  | Conchita Martínezová  | –   | –   | –   | 2   | 2   | 4   | –   | –   | –   | –   | -   | –   | –   | 1   | 9  |
| 6=  | Monika Selešová       | –   | –   | 2   | –   | 1   | 2   | 4   | –   | –   | –   | –   | –   | –   | –   | 9  |
| 8=  | Amélie Mauresmová     | –   | –   | –   | –   | 2   | 2   | 2   | –   | –   | –   | –   | –   | –   | –   | 6  |
| 8=  | Gabriela Sabatini     | –   | –   | 1   | 2   | –   | 2   | –   | –   | –   | –   | –   | –   | 1   | –   | 6  |
| 8=  | Arantxa Sánchezová    | –   | –   | 2   | 1   | 1   | –   | 2   | –   | –   | –   | –   | –   | –   | –   | 6  |
| 8=  | Maria Šarapovová      | 1   | 1   | –   | –   | –   | –   | –   | 1   | –   | 2   | 1   | –   | –   | –   | 6  |
| 8=  | Venus Williamsová     | –   | –   | 3   | 1   | –   | 1   | –   | –   | –   | –   | 1   | –   | –   | –   | 6  |
| 13= | Kim Clijstersová      | –   | 2   | 1   | –   | –   | 1   | 1   | –   | –   | –   | –   | –   | –   | –   | 5  |
| 13= | Mary Pierceová        | –   | –   | –   | 1   | –   | 1   | –   | –   | 2   | 1   | –   | –   | –   | –   | 5  |
| 15  | Jelena Jankovićová    | –   | –   | –   | 1   | –   | 2   | –   | –   | 1   | –   | –   | –   | –   | –   | 4  |
| 16= | Ana Ivanovićová       | –   | 1   | –   | –   | 1   | –   | 1   | –   | –   | –   | –   | –   | –   | –   | 3  |
| 16= | Iva Majoliová         | –   | –   | –   | 1   | –   | –   | –   | 1   | –   | –   | 1   | –   | –   | –   | 3  |
| 16= | Martina Navrátilová   | –   | –   | –   | 1   | –   | –   | –   | 1   | –   | –   | –   | 1   | –   | –   | 3  |
| 16= | Dinara Safinová       | –   | –   | –   | –   | 1   | –   | 1   | 1   | –   | –   | –   | –   | –   | –   | 3  |
| 20= | Jennifer Capriatiová  | –   | –   | –   | 1   | –   | –   | 1   | –   | –   | –   | –   | –   | –   | –   | 2  |
| 20= | Jelena Dementěvová    | –   | –   | –   | –   | –   | –   | –   | 1   | 1   | –   | –   | –   | –   | –   | 2  |
| 20= | Jelena Dokićová       | –   | –   | –   | –   | –   | 1   | –   | –   | 1   | –   | –   | –   | –   | –   | 2  |
| 20= | Daniela Hantuchová    | –   | 2   | –   | –   | –   | –   | –   | –   | –   | –   | –   | –   | –   | –   | 2  |
| 20= | Magdalena Malejevová  | –   | –   | –   | –   | –   | –   | –   | –   | 1   | –   | 1   | –   | –   | –   | 2  |
| 20= | Anastasija Myskinová  | –   | –   | –   | –   | –   | –   | –   | –   | 2   | –   | –   | –   | –   | –   | 2  |
| 20= | Jana Novotná          | –   | –   | –   | –   | –   | –   | –   | –   | 1   | –   | 1   | –   | –   | –   | 2  |
| 20= | Naděžda Petrovová     | –   | –   | –   | 1   | 1   | –   | –   | –   | –   | –   | –   | –   | –   | –   | 2  |
| 28= | Anna Čakvetadzeová    | –   | –   | –   | –   | –   | –   | –   | –   | 1   | –   | –   | –   | –   | –   | 1  |
| 28= | Amanda Coetzerová     | –   | –   | –   | 1   | –   | –   | –   | –   | –   | –   | –   | –   | –   | –   | 1  |
| 28= | Kimiko Dateová        | –   | –   | –   | –   | –   | –   | –   | 1   | –   | –   | –   | –   | –   | –   | 1  |
| 28= | Mary Joe Fernandezová | –   | –   | –   | –   | 1   | –   | –   | –   | –   | –   | –   | –   | –   | –   | 1  |
| 28= | Anke Huberová         | –   | –   | –   | –   | –   | –   | –   | –   | –   | –   | –   | –   | –   | 1   | 1  |
| 28= | Světlana Kuzněcovová  | –   | –   | 1   | –   | –   | –   | –   | –   | –   | –   | –   | –   | –   | –   | 1  |
| 28= | Manuela Malejevová    | –   | –   | –   | –   | –   | –   | –   | –   | –   | –   | 1   | –   | –   | –   | 1  |
| 28= | Alicia Moliková       | –   | –   | –   | –   | –   | –   | –   | –   | –   | –   | 1   | –   | –   | –   | 1  |
| 28= | Patty Schnyderová     | –   | –   | –   | –   | –   | –   | –   | –   | –   | –   | 1   | –   | –   | –   | 1  |
| 28= | Nathalie Tauziatová   | –   | –   | –   | –   | –   | –   | –   | –   | 1   | –   | –   | –   | –   | –   | 1  |

Legenda
- # – konečné pořadí; C – celkový počet titulů z turnajů kategorie Tier I ve dvouhře
- DOH = Dauhá, IND = Indian Wells, MIA = Miami, CHA = Charleston, BER = Berlín, ROM = Řím, CAN = Kanada, TOK = Tokio, MOS = Moskva, SAN = San Diego, ZUR = Curych, CHI = Chicago, BOC = Boca Raton, PHI = Filadelfie.

- Turnaj v Miami se před r. 2000 konal v Key Biscayne, turnaj v Charlestonu se před r. 2001 konal v Hilton Head, turnaj v Tokiu se v r. 1993 konal v Jokohamě; turnaj v Chicagu se hrál v kategorii Tier I jen v r. 1990, v Boca Raton v r. 1991 a 1992, ve Philadelphii od r. 1993 do 1995, v Curychu od r. 1993 do 2007 a v San Diegu od r. 2004 do 2007.

- Nejvíce titulů na daném turnaji je kurzívou.